# Московская агломерация

Московская агломерация, снимок из космоса, 2023 год

Моско́вская агломера́ция (Московский столичный регион) — суперагломерация с центром в Москве, одна из крупнейших городских агломераций мира, основа Центрального мегалополиса.
По оценкам Росстата, суммарная численность населения Москвы и Московской области составляет 22 050 020 человек (2025). Согласно оценкам, на 2022 год Московская агломерация занимает 18-е место в мире по численности населения — 17 332 000 человек (указанная величина относится к т. н. urban area, то есть пятну сплошной застройки без учёта населённых пунктов и городов, которые не сомкнулись со сплошной застройкой вокруг Москвы).
Московская агломерация является крупнейшей в Европе, при этом она в три раза больше по численности населения, чем вторая по величине российская агломерация — Санкт-Петербургская.

## Население
В Московскую агломерацию входит более 70 городов, в том числе 14 городов с населением свыше 100 тысяч человек, некоторые из которых образуют агломерации второго порядка.
Население Московской агломерации в пределах двух пригородных поясов, с пригородной зоной в радиусе 70 км от МКАД (одно из наиболее распространенных понятий Московской агломерации) в 2007—2010 годах оценивались в размере 17,4 млн человек. Площадь Москвы и её пригородной зоны в радиусе 60—70 км — 13,6 тыс. км².
Объёмы маятниковых ежедневных поездок из пригородов в Москву и из Москвы в пригороды оценить сложно. Так, пригородные поезда московского железнодорожного узла ежедневно перевозят около 1,5 млн пассажиров, что (при условии поездки туда и обратно) даёт свыше 700 тысяч человек, участвующих в ежедневной миграции из пригородов в Москву, из Москвы в пригороды и по территории самой Москвы или самой Московской области. Губернатор Московской области в 2012 году оценивал объём ежедневных трудовых поездок жителей области в Москву (всеми видами транспорта) в размере 830 тысяч человек. Сообщение на общественном и личном транспорте отличается колоссальной загруженностью — так, в часы пик многочасовые пробки на автомагистралях на въездах утром и выездах вечером достигают иногда нескольких километров, а интервал движения пригородных электропоездов в Московском узле составляет 4—6 минут.
Московская агломерация расширяется и уплотняется быстрыми темпами — на 2006 год зонами сплошной застройки или строительства по некоторым направлениям почти непрерывно покрыты десятки километров от МКАД (как, например, практически сплошная сверхурбанизированная полоса длиной порядка 80 км, проходящая через Москву от Подольска до Пушкина). Реализуется ряд проектов, связанных с формированием городов-спутников Москвы (в настоящее время идет строительство города-спутника Домодедова и Москвы — Константиново), а по планам, в будущем количество вновь построенных городов может достигнуть 12. Знаковым стало решение правительства Московской области о строительстве в Подмосковье линий метрополитена, вписанное в генеральный план развития области.
В настоящее время Московская агломерация, в отличие от остальных регионов России, вступила в финальную, постиндустриальную стадию своего развития, связанную не с преобладанием промышленного потенциала и созданием промышленных предприятий, а с использованием сервисных видов деятельности и дальнейшим становлением Москвы, которая является крупным мировым центром в сфере науки, культуры, образования, финансовой деятельности. Благодаря этому Московская агломерация имеет дальнейшие перспективы для своего развития в отличие от многих агломерацией РФ, связанных исключительно с промышленным производством.
Некоторые политики и эксперты считают целесообразным административно объединить Москву и Московскую область в один субъект федерации (вариант — создание на их основе четырёх новых субъектов), так как нынешние административные границы Москвы весьма условны, и фактически Москва — это агломерация, включающая слившиеся с ней ближайшие (и не очень) города Московской области. Однако Московская область в лице своих властей отстаивает свою самостоятельность и даже подвергает сомнению уместность терминов «агломерация» или «мегалополис».

## Структура и состав Московской агломерации
В Московскую агломерацию в узком масштабе входят непосредственно примыкающие к границе Москвы города (часть из них — областного подчинения). Это так называемый ближний пояс спутниковых городов.
При классическом подходе под Московской агломерацией понимается Москва с двумя пригородными поясами.
При широком масштабе в Московскую агломерацию входит Москва и Московская область (столичный регион) с третьим поясом.

### Первый пригородный пояс (ЛПЗП)
В первый (ближний) пригородный пояс, по мнению В. Г. Глушковой, входят города — спутники Москвы, расположенные на расстоянии до 10—15 км от МКАД: Химки, Долгопрудный, Мытищи, Королёв, Балашиха, Реутов, Люберцы, Видное, Одинцово, Красногорск, Зеленоград (формально являющийся частью Москвы).
К понятию ближнего пояса пригородов близко понятие ЛПЗП (Лесопарковый защитный пояс Москвы, который вместе с находившимися на его территории поселками и городами официально входил в состав Москвы с 1960 по 1961 год). В ЛПЗП Москвы не были включены города Королёв (Калининград) и Железнодорожный.

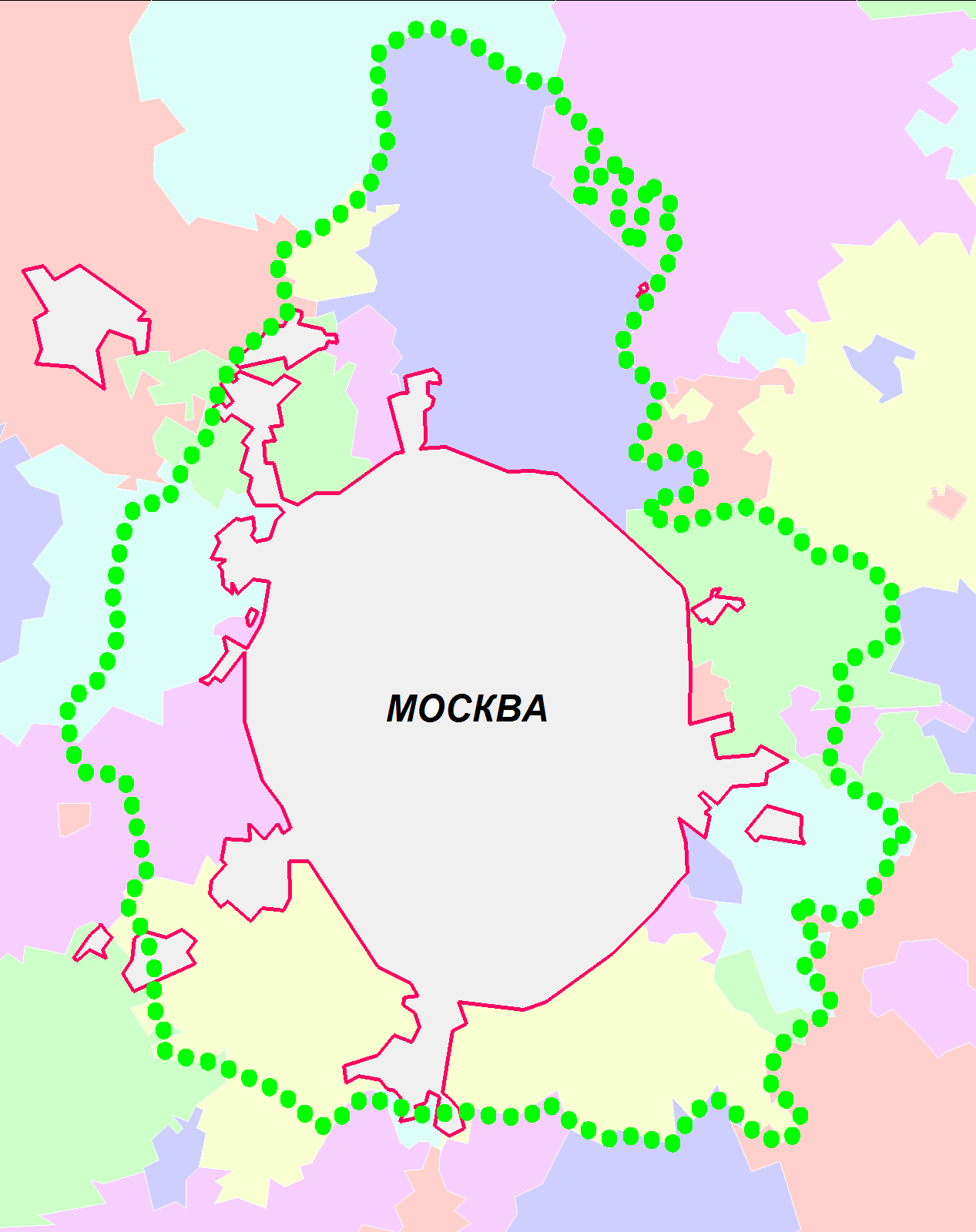
Границы Лесопаркового защитного пояса Москвы в сравнении с современным административно-территориальным делением (уровень районов и городских округов)

По этим критериям список городов ближнего пояса может быть детализирован и включает следующие города:
- Одинцово
- Красногорск
- Химки
- Долгопрудный
- Лобня
- Мытищи
- Королёв
- Балашиха
- Реутов
- Люберцы
- Котельники
- Дзержинский
- Лыткарино
- Видное
- а также посёлки городского типа и сельские населённые пункты непосредственно окружающих Москву районов Московской области.

#### Тарифная зона «Большая Москва»
С 1 ноября 2011 года в Московском железнодорожном узле введены единые проездные билеты на пригородные электропоезда (не экспрессы) в тарифной зоне «Большая Москва», в которую входят все станции и платформы на расстоянии от вокзалов до 25 км включительно, в ряде случаев эта зона была расширена (для таких станций указано расстояние от вокзала), ниже перечислены наиболее удалённые от вокзалов остановочные пункты для каждого направления железных дорог:
- Лобня (Савёловского направления, 23 км от вокзала)
- Балашиха (27 км от вокзала), Железнодорожная (Горьковское направление)
- Щербинка (Курское направление, 34 км от вокзала)
- Красногорская (Рижское направление)
- Одинцово, Барвиха (Белорусское направление)
- Молжаниново (Ленинградское направление)
- Болшево, Тарасовская (Ярославское направление)
- Люберцы II (Казанское направление)
- Томилино (Рязанское направление)
- Расторгуево (Павелецкое направление)
- Внуково (Киевское направление, 26 км от вокзала)

Данная тарифная зона охватывает все города ближнего пояса Московской агломерации, связанные пригородным железнодорожным сообщением с Москвой (кроме Лобни). Дополнительно в эту тарифную зону включён город (ныне городской округ в составе Москвы) Щербинка, расположенный сразу за южной границей ближнего пояса.

### Пригородная зона Москвы (Московская агломерация по В. Г. Глушковой)
Пригородная зона Москвы, границы которой проходят на расстоянии 50—70 км от Москвы, по мнению В. Г. Глушковой, и является Московской агломерацией (с включением Москвы).
Пригородная зона Москвы (Московская агломерация согласно В. Г. Глушковой) включает в себя (на 1 июня 2010 г.) 14 районов Московской области (из них 2 частично), 25 городских округов, 4 городских округа-ЗАТО. Площадь собственно пригородной зоны составляет 12,0 тыс. км², население 4,2 млн чел. (2009), а с включением Москвы вся Московская агломерация (в границах по В. Г. Глушковой) имеет площадь 13,1 тыс. км², население 14,7 млн чел. (в 2009 году согласно данным текущего учёта), в 2010 году население агломерации превышало 16,1 млн человек (по предварительным данным переписи населения 2010 года), в то время как в 1996 г., по подсчётам автора, площадь агломерации составляла 13,6 тыс. км², население 13,4 млн чел.

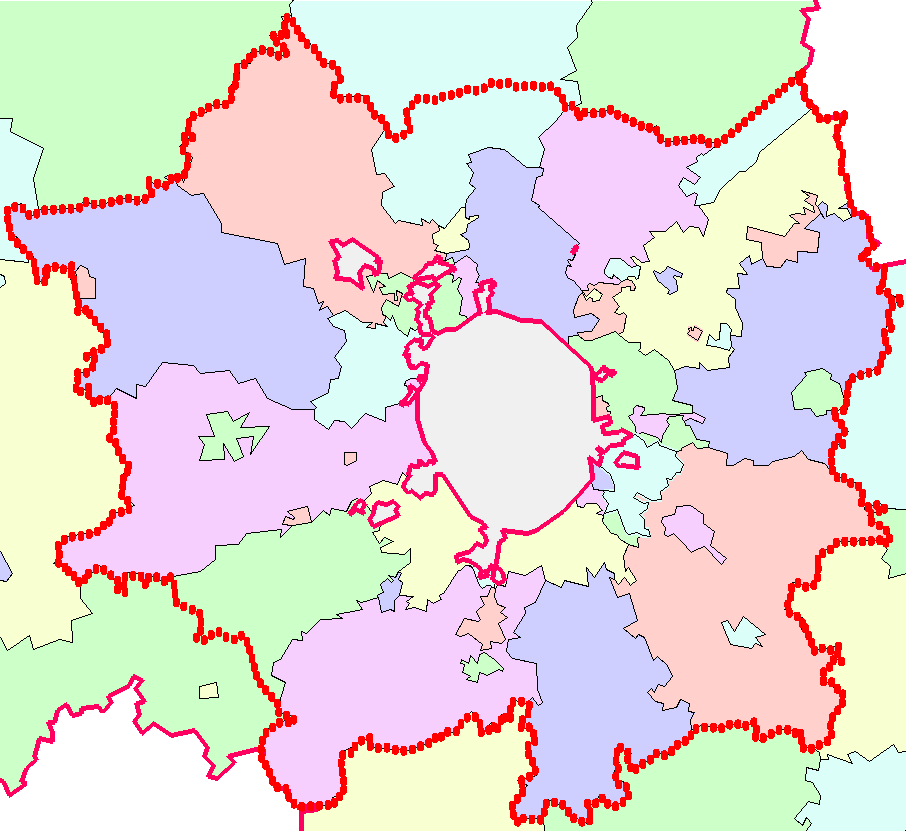
Пригородная зона Москвы, границы пригородной зоны показаны в сравнении с современным административно-территориальным делением Московской области уровня районы/городские округа

| Муниципальные образования Московской области                                      | Площадь км² (1.01.2008) | Численность населения (1.01.2009) |
| --------------------------------------------------------------------------------- | ----------------------- | --------------------------------- |
| Дмитровский городской округ (южная часть, исключая г. Дмитров)                    | ок. 477,36              | ок. 33 947                        |
|                                                                                   |                         |                                   |
| Истринский городской округ                                                        | 1280,5                  | 113 960                           |
| Красногорский городской округ                                                     | 219                     | 156 719                           |
| Ленинский городской округ                                                         | 456,23                  | 153 602                           |
| Люберецкий городской округ                                                        | 132,23                  | 241 675                           |
| Мытищинский городской округ                                                       | 429,32                  | 191 329                           |
| Наро-Фоминский городской округ (северо-восточная часть, исключая г. Наро-Фоминск) | 413,61                  | 83 688 (2008)                     |
|                                                                                   |                         |                                   |
| Ногинский городской округ                                                         | 892,89                  | 209 034                           |
| Одинцовский городской округ                                                       | 1327,94                 | 285 708                           |
| Подольский городской округ                                                        | 1004,96                 | 78 585                            |
| Пушкинский городской округ                                                        | 609,55                  | 166 144                           |
| Раменский городской округ                                                         | 1098,52                 | 221 982                           |
| Солнечногорский городской округ                                                   | 1135,04                 | 123 585                           |
| Щёлковский городской округ                                                        | 691,0                   | 210 764                           |
| Балашиха                                                                          | 206,31                  | 192 837                           |
| Бронницы                                                                          | 22,16                   | 18 704                            |
| Дзержинский                                                                       | 15,65                   | 44 808                            |
| Долгопрудный                                                                      | 31,01                   | 82 252                            |
| Домодедово                                                                        | 816,26                  | 88 194                            |
| Жуковский                                                                         | 44,86                   | 104 359                           |
| Звенигород                                                                        | 47,46                   | 12 731                            |
| Ивантеевка                                                                        | 15,09                   | 56 412                            |
| Королёв                                                                           | 51,95                   | 175 360                           |
| Котельники                                                                        | 14,30                   | 20 364                            |
| Красноармейск                                                                     | 160,7                   | 26 203                            |
| Лобня                                                                             | 29,62                   | 69 538                            |
| Лосино-Петровский                                                                 | 7,47                    | *                                 |
| Лыткарино                                                                         | 17,20                   | 52 012                            |
| Подольск                                                                          | 40,04                   | 182 431                           |
| Реутов                                                                            | 9,0                     | 82 670                            |
| Фрязино                                                                           | 9,18                    | 53 005                            |
| Химки                                                                             | 110,2                   | 186 272                           |
| Черноголовка                                                                      | 62,76                   | 21 017                            |
| Электросталь                                                                      | 49,51                   | 146 327                           |
| Городские округа-ЗАТО:                                                            |                         |                                   |
| Краснознаменск                                                                    | 13                      | 32 343                            |
| Власиха                                                                           | **                      | **                                |
| Восход                                                                            | 16                      | 1920                              |
| Звёздный городок                                                                  | *                       | *                                 |
| Пригородная зона Москвы:                                                          | 12 023                  | 4 202 693                         |
| Москва:                                                                           | 1 081                   | 10 508 972                        |
| Московская агломерация (по В. Г. Глушковой):                                      | 13 104                  | 14 711 665                        |

* — учтён в составе Щёлковского района
** — учтён в составе Одинцовского района

### Агломерации второго порядка
В свою очередь, входящие в Московскую агломерацию некоторые города Московской области образуют более тесные узловые агломерации второго порядка (18—19 основных агломераций) как, например, самая крупная северо-восточная агломерация (города: Мытищи — Королев — Пушкино — Ивантеевка — Фрязино — Щелково) с населением около миллиона человек, образуя, тем самым, полицентрические зоны расселения. Кроме того, периферийные города Московской области, лежащие вне двух пригородных поясов (третий пригородный пояс), входят в состав Московской агломерации, в свою очередь образуют агломерации с городами сопредельных областей (такую структуру называют Большой Московской агломерацией или Московским макрорегионом, а в советский период такое надагломерационное образование называлось суперагломерацией).
Численность населения агломераций — устойчивых систем расселения Московского региона
| Устойчивая система расселения (агломерация второго порядка)                      | Численность населения, 1 января 2004, тыс. чел. |
| -------------------------------------------------------------------------------- | ----------------------------------------------- |
| Долгопрудненско-Химкинско-Красногорская                                          | 429,1                                           |
| г. Химки (гор. округ, вкл. б. г. Сходня, б. п. Новоподрезково, Фирсановка и др.) | 178,7                                           |
| г. Долгопрудный (вкл. б. п. Шереметьевский)                                      | 75,9                                            |
| г. Лобня (вкл. б. п. Луговая)                                                    | 65,2                                            |
| Мытищинский район (часть), сельская местность                                    | 2,0                                             |
| Красногорский район                                                              | 107,3                                           |
| * г. Красногорск (вкл. б. п. Опалиха)                                            | 97,7                                            |
| * сельская местность                                                             | 9,6                                             |
| Мытищинско-Пушкинско-Щёлковская                                                  | 849,4                                           |
| Пушкинский район                                                                 | 159,4                                           |
| * г. Пушкино (вкл. б. п. Мамонтовка, Заветы Ильича, Клязьма)                     | 96,0                                            |
| * д. п. Черкизово                                                                | 3,5                                             |
| * р. п. Софрино                                                                  | 15,3                                            |
| * д. п. Ашукино                                                                  | 6,3                                             |
| * д. п. Зеленоградский                                                           | 2,1                                             |
| * р. п. Лесной                                                                   | 8,7                                             |
| * р. п. Правдинский                                                              | 10,4                                            |
| * Пушкинский район, сельская местность                                           | 17,1                                            |
| г. Ивантеевка                                                                    | 52,1                                            |
| г. Королёв                                                                       | 170,7                                           |
| Мытищинский район                                                                | 172,5                                           |
| * г. Мытищи                                                                      | 161,4                                           |
| * Мытищинский район (часть), сельская местность                                  | 4,9                                             |
| Щёлковский район                                                                 | 189,1                                           |
| * г. Щёлково                                                                     | 112,9                                           |
| * д. п. Загорянский                                                              | 7,8                                             |
| * р. п. Свердловский                                                             | 5,7                                             |
| * р. п. Монино                                                                   | 19,7                                            |
| * р. п. Фряново                                                                  | 11,1                                            |
| * Щёлковский район, сельская местность                                           | 31,9                                            |
| г. Фрязино                                                                       | 52,3                                            |
| г. Лосино-Петровский                                                             | 22,3                                            |
| Балашихинско-Люберецкая                                                          | 730,4                                           |
| Балашихинский район                                                              | 188,8                                           |
| * г. Балашиха (вкл. б. п. Никольско-Архангельское, Салтыковка)                   | 174,7                                           |
| * Балашихинский район, сельская местность                                        | 14,1                                            |
| г. Реутов                                                                        | 78,1                                            |
| Люберецкий район                                                                 | 238,8                                           |
| * г. Люберцы                                                                     | 157,7                                           |
| * р. п. Томилино                                                                 | 28,6                                            |
| * р. п. Малаховка                                                                | 18,5                                            |
| * д. п. Красково                                                                 | 11,9                                            |
| * р. п. Октябрьский                                                              | 10,2                                            |
| * Люберецкий район, сельская местность                                           | 11,9                                            |
| г. Лыткарино                                                                     | 50,9                                            |
| г. Дзержинский                                                                   | 42,2                                            |
| г. Котельники                                                                    | 18,1                                            |
| Одинцовская                                                                      | 143,3                                           |

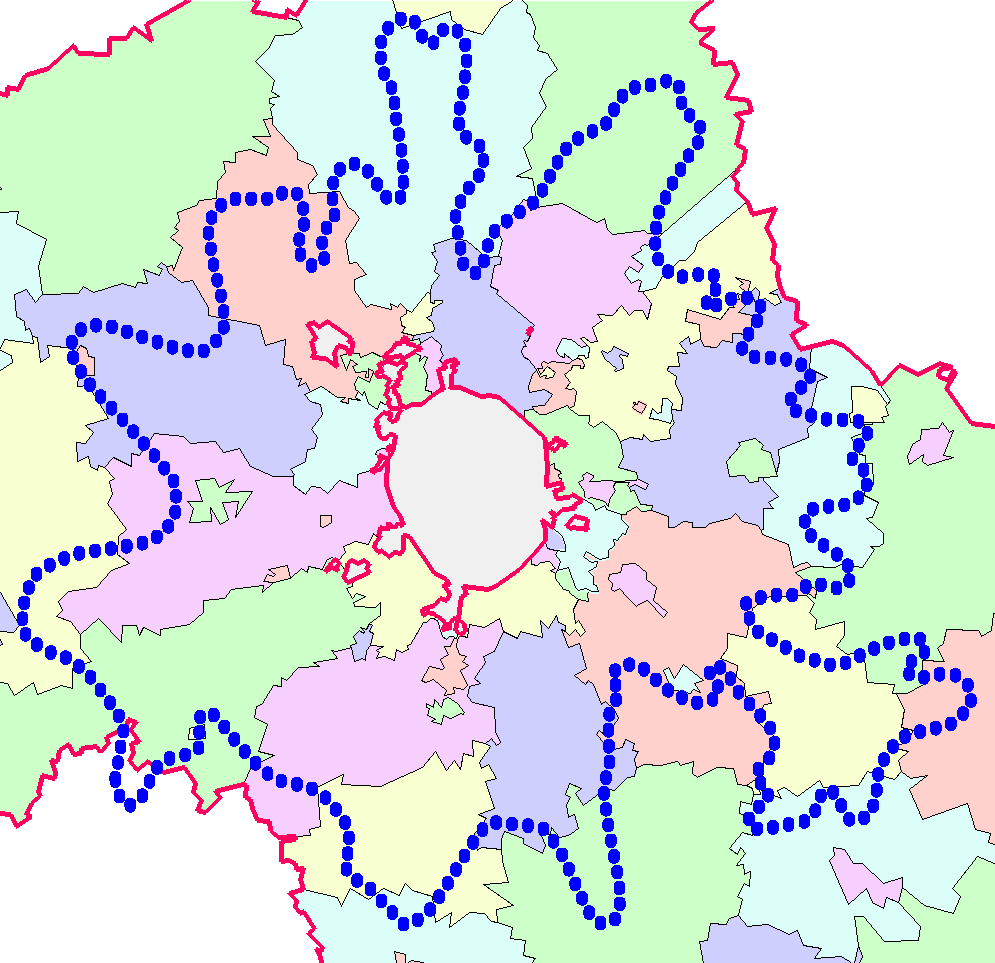
Московская агломерация согласно Г. М. Лаппо, 1987 г., наложенная на современное административно-территориальное деление уровня муниципальный район/городской округ

| Одинцовский район (часть)                                                        | 143,3                                           |
| * г. Одинцово                                                                    | 133,6                                           |
| - Одинцовский район (часть), сельская местность                                  | 9,7                                             |
| Истринско-Звенигородская                                                         | 377,0                                           |
| Красногорский район                                                              | 42,6                                            |
| * р. п. Нахабино                                                                 | 28,5                                            |
| * Красногорский район (часть), сельская местность                                | 14,1                                            |
| Истринский район                                                                 | 117,3                                           |
| * г. Истра                                                                       | 33,4                                            |
| * г. Дедовск                                                                     | 27,7                                            |
| * д. п. Снегири                                                                  | 3,3                                             |
| * п. Восход                                                                      | 1,9                                             |
| * Истринский район (часть), сельская местность                                   | 51,0                                            |
| г. Звенигород                                                                    | 14,0                                            |
| Рузский район                                                                    | 61,0                                            |
| * г. Руза                                                                        | 13,3                                            |
| * п. Дорохово                                                                    | 4,4                                             |
| * п. Колюбакино                                                                  | 2,7                                             |
| * р. п. Тучково                                                                  | 18,1                                            |
| * Рузский район (часть), сельская местность                                      | 22,5                                            |
| Одинцовский район (часть)                                                        | 142,1                                           |
| * г. Кубинка                                                                     | 26,3                                            |
| * г. Голицыно                                                                    | 16,4                                            |
| * д. п. Лесной Городок                                                           | 5,3                                             |
| * Одинцовский район (часть), сельская местность                                  | 94,1                                            |
| Клинская                                                                         | 241,8                                           |
| Клинский район                                                                   | 117,9                                           |
| * г. Клин                                                                        | 82,7                                            |
| * г. Высоковск                                                                   | 10,9                                            |
| * р. п. Решетниково                                                              | 3,2                                             |
| * Клинский район (часть), сельская местность                                     | 21,1                                            |
| Солнечногорский район                                                            | 123,9                                           |
| * г. Солнечногорск                                                               | 58,2                                            |
| * д. п. Поварово                                                                 | 7,6                                             |
| * р. п. Андреевка (с. Алабушево)                                                 | 2,7                                             |
| * р. п. Менделеево                                                               | 7,9                                             |
| * Солнечногорский район (часть), сельская местность                              | 47,5                                            |
| Яхромская                                                                        | 71,9                                            |
| Дмитровский район                                                                | 56,8                                            |
| * г. Яхрома                                                                      | 13,3                                            |
| * р. п. Деденёво                                                                 | 6,5                                             |
| * р. п. Икша                                                                     | 3,7                                             |
| * р. п. Некрасовский                                                             | 9,9                                             |
| * Дмитровский район (часть), сельская местность                                  | 23,4                                            |
| Мытищинский район (часть), сельская местность                                    | 13,0                                            |
| Пушкинский район (часть), сельская местность                                     | 2,1                                             |
| Ногинская                                                                        | 405,8                                           |
| Ногинский район                                                                  | 211,4                                           |
| * г. Ногинск                                                                     | 116,8                                           |
| * г. Старая Купавна                                                              | 21,4                                            |
| * р. п. им. Воровского                                                           | 5,4                                             |
| * р. п. Обухово                                                                  | 10,7                                            |
| * г. Электроугли (вкл.б.п. Вишняковские Дачи)                                    | 18,5                                            |
| * Ногинский район (часть), сельская местность                                    | 38,6                                            |
| * г. Электросталь                                                                | 146,3                                           |
| * г. Черноголовка                                                                | 20,3                                            |
| Пушкинский район (часть), сельская местность                                     | 1,9                                             |
| * г. Красноармейск                                                               | 25,9                                            |
| Видновско-Подольско-Раменская                                                    | 817,3                                           |
| Подольский район (часть)                                                         | 31,5                                            |
| * Подольский район (часть), сельская местность                                   | 19,8                                            |
| г. Подольск                                                                      | 180,4                                           |
| Домодедовский район                                                              | 112,4                                           |
| г. Домодедово (вкл. б. п. Востряково, Белые Столбы, Барыбино)                    | 81,7                                            |
| Домодедовский район, сельская местность                                          | 30,7                                            |
| Раменский район                                                                  | 198,7                                           |
| * г. Раменское                                                                   | 81,8                                            |
| * д. п. Кратово                                                                  | 6,8                                             |
| * р. п. Быково                                                                   | 9,1                                             |
| * д. п. Удельная                                                                 | 13,3                                            |
| * р. п. Ильинский                                                                | 8,2                                             |
| * д. п. Родники                                                                  | 3,7                                             |
| * Раменский район, сельская местность                                            | 75,8                                            |
| г. Жуковский                                                                     | 101,1                                           |
| г. Бронницы                                                                      | 18,3                                            |
| Ленинский район (часть)                                                          | 91,4                                            |
| * г. Видное                                                                      | 52,9                                            |
| * п. Развилка                                                                    | 9,5                                             |
| * р. п. Горки Ленинские                                                          | 1,7                                             |
| * Ленинский район (часть), сельская местность                                    | 36,8                                            |
| Наро-Фоминская                                                                   | 205,7                                           |
| Наро-Фоминский район                                                             | 174,5                                           |
| * г. Наро-Фоминск                                                                | 70,8                                            |
| * г. Апрелевка                                                                   | 18,4                                            |
| * п. Селятино (вкл. б. п. Алабино)                                               | 13,7                                            |
| * п. Калининец                                                                   | 23,9                                            |
| * п. Молодёжный                                                                  | 2,8                                             |
| * Наро-Фоминский район (часть), сельская местность                               | 26,7                                            |
| г. Краснознаменск                                                                | 28,7                                            |
| Рузский район (часть), сельская местность                                        | 2,5                                             |
| Волоколамско-Можайская                                                           | 195,4                                           |
| Волоколамский район                                                              | 53,0                                            |
| * г. Волоколамск                                                                 | 22,1                                            |
| * р. п. Сычёво                                                                   | 3,2                                             |
| * Волоколамский район (часть), сельская местность                                | 27,7                                            |
| Наро-Фоминский район (часть)                                                     | 21,0                                            |
| * г. Верея                                                                       | 5,0                                             |
| * Наро-Фоминский район (часть), сельская местность                               | 16,0                                            |
| Можайский район                                                                  | 70,0                                            |
| * г. Можайск                                                                     | 31,6                                            |
| * р. п. Уваровка                                                                 | 3,1                                             |
| * Можайский район (часть), сельская местность                                    | 35,3                                            |
| Шаховской район                                                                  | 24,1                                            |
| * р. п. Шаховская                                                                | 10,6                                            |
| * Шаховской район, сельская местность                                            | 13,5                                            |
| Лотошинский район                                                                | 18,3                                            |
| * р. п. Лотошино                                                                 | 5,6                                             |
| * Лотошинский район, сельская местность                                          | 12,7                                            |
| Клинский район (часть), сельская местность                                       | 9,0                                             |
| Сергиево-Посадская                                                               | 427,9                                           |
| Талдомский район                                                                 | 45,7                                            |
| г. Талдом                                                                        | 13,2                                            |
| * р. п. Вербилки                                                                 | 6,6                                             |
| * р. п. Запрудня                                                                 | 12,5                                            |
| * р. п. Северный                                                                 | 3,8                                             |
| * Талдомский район, сельская местность                                           | 9,6                                             |
| г. Дубна                                                                         | 61,2                                            |
| Дмитровский район (часть)                                                        | 92,3                                            |
| * г. Дмитров                                                                     | 61,7                                            |
| * Дмитровский район (часть), сельская местность                                  | 30,6                                            |
| Сергиево-Посадский район                                                         | 228,7                                           |
| * г. Сергиев Посад (вкл. б. п. Семхоз)                                           | 115,1                                           |
| * г. Краснозаводск                                                               | 13,4                                            |
| * г. Хотьково                                                                    | 20,8                                            |
| * г. Пересвет                                                                    | 14,6                                            |
| * р. п. Богородское (вкл. с. Муханово)                                           | 10,1                                            |
| * р. п. Скоропусковский                                                          | 5,5                                             |
| * Сергиево-Посадский район (часть), сельская местность                           | 49,2                                            |
| Орехово-Зуевская                                                                 | 331,7                                           |
| Орехово-Зуевский район                                                           | 107,5                                           |
| * г. Ликино-Дулёво                                                               | 31,2                                            |
| * г. Дрезна                                                                      | 19,3                                            |
| * г. Куровское                                                                   | 11,6                                            |
| * Орехово-Зуевский район (часть), сельская местность                             | 45,4                                            |
| * г. Орехово-Зуево                                                               | 122,2                                           |
| Павлово-Посадский район                                                          | 81,7                                            |
| * г. Павловский Посад                                                            | 61,8                                            |
| * р. п. Большие Дворы                                                            | 4,9                                             |
| * Павлово-Посадский район (часть), сельская местность                            | 15,0                                            |
| г. Электрогорск                                                                  | 20,3                                            |
| Коломенская                                                                      | 460,6                                           |
| Воскресенский район                                                              | 152,0                                           |
| * г. Воскресенск (вкл.б.п. Лопатинский)                                          | 91,7                                            |
| * р. п. Белоозёрский                                                             | 14,6                                            |
| * р. п. Хорлово                                                                  | 8,1                                             |
| * р. п. им. Цюрупы                                                               | 4,0                                             |
| * Воскресенский район (часть), сельская местность                                | 33,6                                            |
| Егорьевский район                                                                | 88,6                                            |
| * г. Егорьевск                                                                   | 68,0                                            |
| * Егорьевский район (часть), сельская местность                                  | 20,6                                            |
| Коломенский район                                                                | 40,7                                            |
| * р. п. Пески                                                                    | 3,8                                             |
| * Коломенский район (часть), сельская местнось                                   | 36,9                                            |
| г. Коломна                                                                       | 149,5                                           |
| Раменский район (часть), сельская местность                                      | 18,9                                            |
| Орехово-Зуевский район (часть), сельская местность                               | 10,9                                            |
| Чеховская                                                                        | 166,5                                           |
| Чеховский район                                                                  | 109,6                                           |
| * г. Чехов                                                                       | 72,7                                            |
| * р. п. Столбовая                                                                | 5,2                                             |
| * Чеховский район (часть), сельская местность                                    | 31,7                                            |
| Ступинский район                                                                 | 43,8                                            |
| * р. п. Михнево                                                                  | 10,8                                            |
| * р. п. Малино                                                                   | 4,3                                             |
| * р. п. Жилёво                                                                   | 2,4                                             |
| * Ступинский район (часть), сельская местность                                   | 26,3                                            |
| * Домодедовский район (часть), сельская местность                                | 13,1                                            |
| Заокско-Мещерская                                                                | 231,9                                           |
| Шатурский район                                                                  | 71,3                                            |
| * г. Шатура (вкл.б.п. Керва)                                                     | 32,8                                            |
| * п. Бакшеево                                                                    | 2,3                                             |
| * р. п. Мишеронский                                                              | 3,8                                             |
| * п. Туголесский Бор                                                             | 2,2                                             |
| * р. п. Черусти                                                                  | 3,1                                             |
| * п. Шатурторф                                                                   | 3,5                                             |
| * п. Радовицкий                                                                  | 1,9                                             |
| * Шатурский район (часть), сельская местность                                    | 21,7                                            |
| г. Рошаль                                                                        | 22,4                                            |
| Серебряно-Прудский район                                                         | 24,7                                            |
| * р. п. Серебряные Пруды                                                         | 9,0                                             |
| * Серебряно-Прудский район, сельская местность                                   | 15,7                                            |
| Зарайский район                                                                  | 41,6                                            |
| * г. Зарайск                                                                     | 24,8                                            |
| * Зарайский район, сельская местность                                            | 16,8                                            |
| Луховицкий район                                                                 | 62,9                                            |
| * г. Луховицы                                                                    | 32,2                                            |
| * р. п. Белоомут                                                                 | 6,9                                             |
| * Луховицкий район, сельская местность                                           | 23,8                                            |
| Егорьевский район (часть)                                                        | 9,0                                             |
| * р. п. Рязановский                                                              | 2,1                                             |
| * Егорьевский район (часть), сельская местность                                  | 6,9                                             |
| Серпуховская и Ступино-Каширская                                                 | 401,5                                           |
| Серпуховский район                                                               | 34,2                                            |
| * р. п. Пролетарский                                                             | 4,0                                             |
| * р. п. Оболенск                                                                 | 5,4                                             |
| * Серпуховский район, сельская местность                                         | 24,8                                            |
| г. Серпухов                                                                      | 128,4                                           |
| г. Пущино                                                                        | 19,8                                            |
| г. Протвино                                                                      | 36,5                                            |
| Каширский район                                                                  | 70,0                                            |
| * г. Кашира                                                                      | 40,5                                            |
| * Каширский район (часть), сельская местность                                    | 18,5                                            |
| Озёрский район                                                                   | 35,7                                            |
| * г. Озёры                                                                       | 25,9                                            |
| * сельская местность                                                             | 9,8                                             |
| Ступинский район                                                                 | 76,9                                            |
| * г. Ступино                                                                     | 68,3                                            |
| * Ступинский район (часть), сельская местность                                   | 8,6                                             |
| ИТОГО МОСКОВСКАЯ ОБЛАСТЬ                                                         | 6 622,0                                         |
| МОСКВА                                                                           | 10 391,0                                        |
| ВСЕГО МОСКОВСКИЙ РЕГИОН                                                          | 17 013,0                                        |

Численность городского населения тесных агломераций второго порядка Московской области
| Тесная городская агломерация / город                        | Численность населения, 9 октября 2002, чел. | Численность населения, 1 января 2009, чел. | Численность населения, 1 января 2010, чел. | Численность населения, 14 октября 2010, чел. | Численность населения, 1 января 2018, чел. |
| ----------------------------------------------------------- | ------------------------------------------- | ------------------------------------------ | ------------------------------------------ | -------------------------------------------- | ------------------------------------------ |
| Королёв — Мытищи — Щёлково — Пушкино — Фрязино — Ивантеевка | 729 128                                     | 755 330                                    | 752 218                                    | 782 871                                      | 802 720                                    |
| Балашиха — Реутов                                           | 375 415                                     | 407 650                                    | 409 774                                    | 434 277                                      | 572 000                                    |
| Люберцы — Жуковский — Раменское — Лыткарино — Дзержинский   | 560 423                                     | 585 170                                    | 588 334                                    | 644 690                                      | 540 797                                    |
| Химки — Долгопрудный — Лобня                                | 327 073                                     | 348 592                                    | 354 590                                    | 382 731                                      | 447 769                                    |
| Подольск                                                    | 281 741                                     | 286 693                                    | 288 071                                    | 292 746                                      | 290 987                                    |
| Ногинск — Электросталь                                      | 274 594                                     | 272 603                                    | 272 951                                    | 264 664                                      | 260 818                                    |
| Красногорск — Нахабино — Дедовск                            | 180 835                                     | 187 494                                    | 192 866                                    | 212 173                                      | 234 680                                    |
| Серпухов — Протвино — Пущино                                | 196 797                                     | 189 838                                    | 189 640                                    | 193 162                                      |                                            |
| Сергиев Посад — Хотьково                                    | 181 156                                     | 170 948                                    | 169 134                                    | 175 886                                      |                                            |
| Орехово-Зуево — Ликино-Дулёво                               | 165 353                                     | 164 111                                    | 163 568                                    | 163 766                                      |                                            |
| Одинцово                                                    | 139 942                                     | 133 932                                    | 115 664                                    | 146 253                                      |                                            |
| Коломна                                                     | 150 129                                     | 148 425                                    | 148 430                                    | 144 642                                      |                                            |
| Голицыно — Краснознаменск — Апрелевка                       | 115 092                                     | 128 001                                    | 129 701                                    | 130 279                                      |                                            |
| Ступино — Кашира                                            | 115 135                                     | 115 984                                    | 115 591                                    | 119 266                                      |                                            |
| Воскресенск                                                 | 99 828                                      | 102 817                                    | 102 528                                    | 103 015                                      |                                            |
| Дубна — Талдом                                              | 90 734                                      | 90 765                                     | 90 647                                     | 101 324                                      |                                            |
| Старая Купавна — Лосино-Петровский — Электроугли            | 93 309                                      | 93 682                                     | 92 467                                     | 99 224                                       |                                            |
| Домодедово                                                  | 80 362                                      | 88 194                                     | 89 756                                     | 96 123                                       |                                            |
| Клин — Высоковск                                            | 97 347                                      | 94 799                                     | 94 205                                     | 94 345                                       |                                            |
| Павловский Посад — Электрогорск                             | 87 176                                      | 87 481                                     | 87 846                                     | 91 169                                       |                                            |
| Дмитров — Яхрома — Икша                                     | 85 827                                      | 86 259                                     | 86 629                                     | 84 760                                       |                                            |
| Наро-Фоминск                                                | 78 731                                      | 80 266                                     | 79 812                                     | 72 733                                       |                                            |
| Егорьевск                                                   | 68 303                                      | 66 683                                     | 66 910                                     | 70 133                                       |                                            |
| Чехов                                                       | 72 917                                      | 73 574                                     | 73 400                                     | 60 677                                       |                                            |
| Видное                                                      | 53 927                                      | 56 676                                     | 57 356                                     | 60 395                                       |                                            |
| Солнечногорск                                               | 58 374                                      | 56 610                                     | 57 072                                     | 52 996                                       |                                            |
| итого                                                       | 4 759 648                                   | 4 872 577                                  | 4 869 160                                  | 5 074 300                                    |                                            |
| Московская область всего                                    | 6 618 538                                   | 6 712 582                                  | 6 752 727                                  | 7 092 941                                    |                                            |

## Центральный мегалополис

### Основа мегалополиса

Центральный федеральный округ

В результате роста Московской агломерации Московский регион является основной частью развивающегося Центрального мегалополиса (планируется строительство города — спутника Твери и Москвы Большого Завидова), который включает в себя:
| Административно-территориальная единица                                                                                 | На карте обозначена числом |
| --- | -------------------------- |
| Москва | 10                         |
| Московская область | 11                         |
| Прилегающие к Московской области части:                                                                                 |                            |
| Тверской области (вместе с центром Тверью)                                                                              | 16                         |
| Калужской области (центр Калуга)                                                                                        | 6                          |
| Рязанской области (центр Рязань)                                                                                        | 13                         |
| Смоленской области (Гагарин и Вязьма, хотя также называется и достаточно отдаленный от Москвы областной центр Смоленск) | 14                         |
| Тульской области (центр Тула вместе с Тульско-Новомосковской агломерацией)                                              | 17                         |
| Владимирской области (центр Владимир)                                                                                   | 3                          |
| Ярославской области (центр, Ярославль, образует вместе с Ивановской и Костромской областью Верхневолжскую агломерацию)  | 18                         |
| И частично также: |                            |
| Костромскую область (центр — Кострома)                                                                                  | 7                          |
| Ивановскую область (центр — Иваново)                                                                                    | 5                          |
| Нижегородскую область — (центр Нижний Новгород)                                                                         |                            |

### Состав
Центральный мегалополис по своей форме представляет «снежинку» (а не ось, как у линейных мегалополисов США и Японии), лучи которой замыкаются областными центрами. При этом между Москвой и Нижним Новгородом формируется «линейный» мегалополис — его основой является ряд исторически сложившихся городских поселений (в частности, городские поселения Владимирской области, являющиеся продолжением Орехово-Зуевского промышленного узла), проходящих через Московскую и Владимирскую область и его центр Владимир непосредственно, замыкаясь на агломерации Нижнего Новгорода (центр Нижегородской области), чья зона тяготения, в свою очередь, захватывает города на востоке Владимирской области. Дальнейшим стимулом для развития этой зоны расселения и интеграции Нижнего Новгорода в Московский мегалополис стало открытие в 2010 году скоростного сообщения между Нижним Новгородом и Москвой, которое позволило сократить время поездки между этими двумя городами до 3,5 часов.
Формирование единой агломерационной структуры на основе Московской и прилегающей областей было признано в Министерстве регионального развития РФ — для решения всех инфраструктурных проблем данного региона, в частности, в начале 2007 года обсуждалась идея об объединении Московской области с окружающими её областями, что соответствовало бы зоне влияния Московской агломерации в радиусе 300 км, но эта идея поддержки и развития не получила.
Таким образом, гипотетический Центральный мегалополис должен складываться из
- Москвы;
- Московской области;
- первого промышленного пояса городов, где наиболее крупными замыкающими узлами являются агломерации-миллионники:
  - Тульская (Тульско-Новомосковская);
  - формирующаяся Верхневолжская (хотя агломерации Ярославля, Костромы и Иваново по отдельности не набирают миллионного населения);
  - расположенная на периферии первого промышленного пояса агломерация-миллионер Нижнего Новгорода, входящего во второй индустриальный пояс.

В остальном, лучи расселения замыкаются либо не очень крупными агломерациями областных центров:
- Твери;
- Калуги;
- Рязани.

Либо небольшими городами, не являющимися областными центрами и образующими скромные агломерационные образования, например,
- Ржев и два городских поселения-спутника[42];
- Вязьма;
- Кашин;
- Калязин.[43]

## Влияние Московской агломерации на другие регионы РФ
К зоне влияния Московской агломерации также причисляют дальний областной центр Смоленск и южную часть Вологодской области (центр Вологда — Череповец) — в данном случае, скорее всего, нужно говорить именно о влиянии столичной агломерации, а не о дальнейшей интеграции этих регионов в Московский мегалополис, ввиду отсутствия достаточного количества городских поселений между указанными городами и периферией Московской агломерации (в то же время, в соответствии со стратегией развития Смоленска, в нём предусматривается создание производств с учётом интересов Московского столичного региона).
Также возможно вхождение в скором будущем во второй индустриальный пояс Московской агломерации Республики Мордовия в связи с растущим экономическим, инвестиционным и транзитным потенциалом этого региона, хотя мордовская столица Саранск находится на весьма отдаленном расстоянии от Москвы и исторически больше тяготеет к Поволжью.
Влияние Московской агломерации простирается и до более дальних регионов. Разработанный в 20-х годах генеральный план развития Москвы и Московской агломерации предусматривал создание вокруг Москвы мощных региональных промышленных центров, включающих Калугу, Рязань, Тулу, Ярославль, Тверь, Владимир, Иваново, Нижний Новгород, Орел, Брянск, Воронеж, которые оттянули бы на себя часть населения, но сдержать рост населения Москвы оказалось невозможно.
Таким образом, в настоящее время фактически весь ЦФО находится под влиянием Московской агломерации, так как его регионы большей частью замкнуты на Московской рынок. Ввиду этого будущее развитие ЦФО будет происходить в рамках выноса производств за пределы Москвы и Московской области на территории других областей округа, что должно привести к созданию т. н. «Большой Москвы» («слияние» ЦФО в Московскую агломерацию).

## Концепция мегалополиса Москва — Санкт-Петербург
В соответствии с данной концепцией, при определённых условиях в будущем возможно формирование мегалополиса между Москвой и Санкт-Петербургом. Предпосылкой для этого может стать, в частности, открытие скоростного автомобильного и железнодорожного сообщения между Москвой и Санкт-Петербургом, что приведет к развитию городских агломераций в пределах данного транспортного коридора. Но в настоящее время области, лежащие между названными мегаполисами (Тверская и Новгородская), отличаются людской истощенностью и отсутствием достаточного количества городских поселений для формирования единой агломерационной структуры. В то же время за счёт скоростного железнодорожного движения между Москвой и Петербургом влияние Москвы через связанный с ней Петербург сможет простираться и до Балтийского региона.
Первым идею линейного развития Москвы по направлению к Ленинграду предложил в 1931 году Н. А. Ладовский («парабола Ладовского»).